# Farol do Ilhéu de Cima
O farol do Ilhéu de Cima é um farol português que se localiza no Ilhéu de Cima, na ilha do Porto Santo, no arquipélago da Madeira. A sua construção data de 1900.

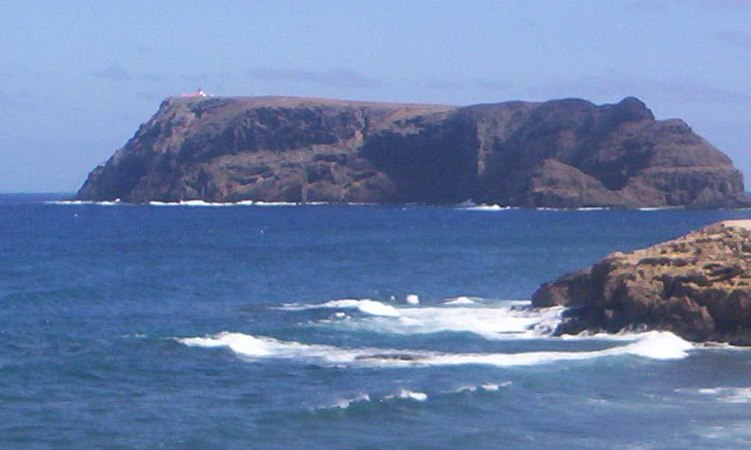
Ilhéu de Cima